# Канадски крайбрежен бекас
Канадският крайбрежен бекас (Limosa haemastica) е вид птица от семейство Бекасови (Scolopacidae).

## Разпространение и местообитание
Разпространен е в Антигуа и Барбуда, Аржентина, Барбадос, Боливия, Бразилия, Венецуела, Еквадор, Канада, Коста Рика, Мартиника, Мексико, Парагвай, Перу, САЩ, Сен Пиер и Микелон, Уругвай, Фолкландски острови и Чили.